# Lowlands Pro Golf Tour
De Lowlands Pro Golf Tour is een toernooiserie voor golfprofessionals en voor amateurs met max. handicap 5.
De LGT werd in 2012 opgericht door Nigel Lancaster om deze spelers meer gelegenheid te geven competitief te spelen. Het is een aanvulling op de toernooien van de PGA Holland toernooien. De toernooien worden op verschillende banen in West-Nederland gespeeld.
Tegelijkertijd werd door Richard Eccles en Tim Nijenhuis de Dutch Pro Golf Tour opgericht waaraan vooral teaching professionals zullen deelnemen. Hun eerste toernooi werd op 2 april 2012 op de Lochemse Golf & Country Club gewonnen door Edward de Jong.

## Prijzengeld
Er zal 85% van het inschrijfgeld besteed worden aan het prijzengeld. De organisatie heeft geen winstoogmerk.

## Spelers
Onder meer de volgende spelers hebben aan een toernooi meegedaan:
| Professionals - Kevin Broekhuis - Andy Evans - Craig Farrelly - Jur den Haan | - Rik Horvat - Dennis Kerkman - Mark Koot - Michael Koster - Roderick Kwekkeboom | - Tammo Murris - Menno Reyenga - Brian Schultz - Peter Stacey - Bram Teeuwissen | Amateurs - Bruce Lancaster - Mitchell Schoorl |

## Uitslagen
| Datum    | Baan                | Beste pro       | Beste amateur    |
| 2012     | 2012                | 2012            | 2012             |
| -------- | ------------------- | --------------- | ---------------- |
| 12 maart | Open Golf Zandvoort | Kevin Broekhuis | Mitchell Schoorl |